# Луп (Калифорния)
Эта статья о невключенной территории штата Калифорния. О коммерческом центре города Чикаго см. Луп (Чикаго)
Луп (англ. Loope) — невключенная территория в округе Алпайн, штат Калифорния. Свой статус территория получила 19 января 1981 года. Высота центра населенного пункта — 1 886 м над уровнем моря.
Почтовое отделение Лупа функционировало в период с 1898 по 1908 годы.
Изначально данная территория была названа в честь близлежащей шахты Монитор, которая, в свою очередь, была названа именем корабля времен гражданской войны. Впоследствии, местность стала именоваться Луп в честь доктора Лупа (англ. Dr. Loope), который реорганизовал горнодобывающую промышленность района.